# Metalype fragilis
Metalype fragilis is een schietmot uit de familie Psychomyiidae. De soort komt voor in het Palearctisch gebied.